# Dehler Mobilbau

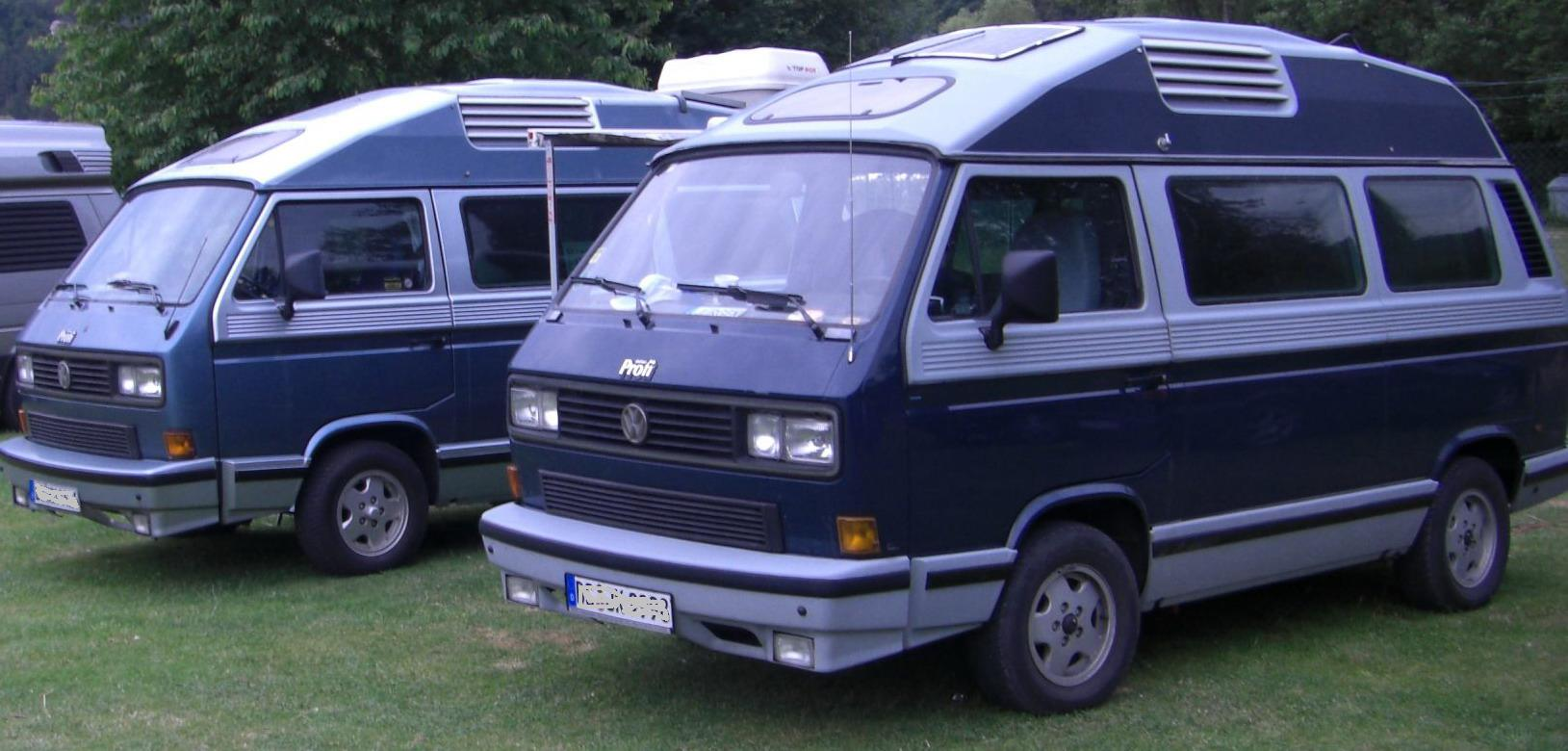
Twee T3-Dehler Profi's

Dehler is een voormalig Duitse bouwer van kampeerauto's die oorspronkelijk gevestigd was in Meschede-Freienohl in het Sauerland. 

## Geschiedenis
Het bedrijf is in 1963 gesticht als Dehler Yachtbau GmbH door de broers Heinz en Willy Dehler. Nadat Heinz eind jaren 70 het bedrijf verlaten had werd door Willy het bedrijf Dehler Mobilbau opgericht waar kampeerauto's werden gebouwd. De eerste reisauto's waren de Attaché en de Renommé, gebaseerd op Amerikaanse Ford-modellen. Al snel werd overgestapt naar Volkswagen als huisleverancier, aanvankelijk met het model T3 en later de T4-Transporter. In 1998 zijn beide bedrijven failliet gegaan. 
De bouw van Dehler-jachten werd overgenomen door HanseYachts AG in Greifswald aan de Oostzee.

## Modellen
De op de T3 gebaseerde auto's werden gebouwd van 1980 tot 1992 en hadden als modelnaam Profi, terwijl met de komst van de T4 meer modellen werden toegevoegd. 
Naast de Profi werd ook de Maxivan aangeboden.
Het bekendst werd de Optima die in drie versies werd geleverd. Deze werden, zoals dat bij de boten gebruikelijk was, met hun lengtemaat aangeduid. Zo waren er de Dehler Optima 4.7, de Dehler Optima 5.1 en de Dehler Optima 5.4. De 4.7 was gebouwd op de standaard T4 (met korte wielbasis), de 5.1 op de verlengde T4 en bij de 5.4 werd er nog een 30 cm polyester achterkant aan toegevoegd. De extra lengte bij de 5.1 en de 5.4 werd gebruikt voor sanitaire voorzieningen zoals een douche en een wastafel.